# Hiroaki Samura
Hiroaki Samura (沙村 広明) nasceu no dia 17 de fevereiro de 1970, na província de Chiba, próxima à Tokyo.
Depois de terminar a faculdade, Samura deixou os estudos e resolveu tentar a carreira de mangaká (autor de mangá). Após vencer um concurso na revista japonesa Afternoon da editora Kodansha, Samura tornou-se um desenhista brilhante e tornou sua arte uma das mais ousadas.
Desde suas primeiras idéias sobre quadrinhos, ele imaginava como criar uma história tendo como tema principal a vida eterna. Pensando nisso, descobriu algo interessante sobre a morte no Bushidô (o famoso código de ética dos samurais): a obrigação de um samurai de se suicidar quando julgava ter perdido a honra. Desta forma, a morte era uma parte muito importante da vida e para um samurai desonrado, suicidar-se era um jeito de vencer a morte e de se purificar dos atos desonrados.
Então o que aconteceria se um guerreiro não morresse nunca? Foi pensando nisso que Hiroaki Samura criou Blade of the Immortal, que é a mistura de uma sensibilidade moderna com a forma clássica de se contar um Jidai Geki, como são chamadas aquelas histórias baseadas no Japão antigo, e que geralmente narram aventuras de samurais.

## Carreira
Para criar o estilo e a arte presente em Blade, Hiroaki baseou-se nos desenhos de um antigo artista chamado Tatsumi Nishimura, um importante desenhista de Bijin-ga (arte japonesa de desenhar mulheres) no final do século 19. Tatsumi era famoso por desenhar mulheres do período Edo com grandes cílios e pupilas enevoadas e havia feito alguns desenhos de Tange Sazen, um famoso guerreiro japonês que, apesar de ter apenas um olho e uma perna, tinha uma grande habilidade com a espada. Foi daí que Samura se inspirou para criar o mundo detalhado de Blade usando apenas um lápis preto e muita criatividade. As ilustrações das histórias são únicas e demonstram a profundidade da obra.
Hiroaki Samura colocou em Manji tudo o que pensa sobre como deve ser o herói ideal. Um guerreiro que não revela suas fraquezas para o adversário, mas que ao mesmo tempo também não se acha melhor do que os outros. As armas exóticas e os estilos de luta usados pelos personagens em Blade também são criações do próprio autor.

## Premiações
Blade foi premiado em 1998 com o nono Media Arts Award, um importante prêmio promovido pela agência de cultura, um órgão criado pelo Ministério da Educação do Governo Japonês. Este prêmio foi criado para encorajar e recompensar a criação de trabalhos que se destacam por difundir a cultura e a história do Japão, e no caso dos mangás, por extrapolar os limites da expressão artística. Autores famosos como Shotaro Ishinomori (Cyborg 009), Hayao Miyazaki (Princess Mononoke), Mamoru Oshii (Ghost in the Shell) e Inoue Takehiko (Vagabond) também tiveram a honra de ganhar este prêmio.
Blade ganhou porque a história tem uma sensibilidade evidente no poder e na força dos desenhos, além de uma exploração profunda do caráter humano. Este mangá é considerado um trabalho ambicioso porque herda as melhores tradições das antigas histórias do Japão feudal, enquanto eleva esta forma a novos planos de maturidade e realização. Blade – A Lâmina do Imortal foi lançado no Japão na revista semanal Afternoon da editora Kodansha, foi publicado também nos Estados Unidos pela Dark Horse e finalmente está chegando ao Brasil pela Conrad Editora.

## Obras

### Mangá
- Blade of the Immortal (無限の住人, Mugen no Jūnin, lit. "The Inhabitant of Infinity") (1993 – 2012; publicado em Monthly Afternoon)
- Ohikkoshi (竹易てあし漫画全集　おひっこし, Takeiteashi Manga Zenshū: Ohikkoshi, lit. "Takeiteasy Comics Complete Works: Ohikkoshi") (2002; publicado pela Afternoon KC)
  - Ohikkoshi (おひっこし) (2000; publicado em Afternoon Season Special Edition)
  - Luncheon of Tears Diary (Vagabond Shoujo Manga-ka) (少女漫画家無宿 涙のランチョン日記, Shōjo Manga-ka Mushuku: Namida no Ranchon Nikki) (2000; publicado em Afternoon Season Special Edition)
- Bradherley's Coach (ブラッドハーレーの馬車, Buraddohārē no Basha) (2005 – 2007; publicado em Manga Erotics F)
- Hiroaki Samura's Emerald and Other Stories (シスタージェネレーター 沙村広明短編集, Shisutā Jenerētā Samura Hiroaki Tanpenshū, lit. "Sister Generator: Hioraki Samura Anthology") (2009; publicado pela Afternoon KC)
  - Emerald (エメラルド, Emerarudo) (2004; publicado em Monthly Afternoon)
  - The Kusein Family's Grandest Show (久誓院家最大のショウ, Kusein-ke Saidai no Shō) (2009; publicado em Monthly Afternoon)
  - The Uniforms Stay On (制服は脱げない, Seifuku wa Nugenai) (2005 – 2006; publicado em QuickJapan)
  - Brigitte's Dinner (ブリギットの晩餐, Burigitto no Bansan) (2006; publicado em Monthly Afternoon)
  - Shizuru Cinema (シズルキネマ, Shizuru Kinema) (2008; published in Monthly Comic Flapper)
  - Low-grade Strategy: The Mirror Play (下層戦略 鏡打ち, Kasō Senryaku: Kagami-uchi) (2006; published in Kindai Mahjong Original)
  - Youth Chang-Chaka-Chang (青春じゃんじゃかじゃかじゃか, Seishun Jan-Jaka-Jaka-Jaka) (2003; dōjinshi)
- Halcyon Lunch (ハルシオン・ランチ, Harushion Ranchi) (2008 – 2011; publicado em good! Afternoon)
- Fantastic Gynaecocracy (幻想ギネコクラシー, Gensō Ginekokurashī) (2010 – ongoing; publicado em Rakuen Le Paradis)
- Die Wergelder (べアゲルター, Beagerutā) (2011 – ongoing; publicado emn Nemesis)
- Spring Breeze Snegurochka (春風のスネグラチカ, Harukaze no Sunegurachika), Harukaze no Snegurochka (2013 — 2014; publicado em Manga Erotics F'; 18th  Japan Media Arts Festival Excellence Award)
- Wave, Listen to Me! (波よ聞いてくれ, Nami yo Kiitekure) (July 25, 2014 — ongoing; publicado em Monthly Afternoon')

### Dōjinshi
- Night of the Succubus (サッカバスの夜, Sakkabasu no Yoru)

### Illustrações
- The Love of the Brute (人でなしの恋, Hitodenashi no Koi)
- Artes para a versão japonesa de Blood Will Tell, um vídeo game baseado em Dororo de Osamu Tezuka.